# Тит (візантійський єпископ)
Тит  (грец. Τίτος) — Візантійський єпископ у 242–272 роках.
Обійняв посаду після єпископа Євгенія I. Під час його правління відбувались переслідування християн з боку римських імператорів Деція, Требоніана Галла та Валеріана.
Помер у 272 році. Його наступником став Дометій .